# Kurt Schmidt (Maler)
Kurt Schmidt (* 10. März 1901 in Limbach/Sachsen; † 9. Mai 1991 in Gera) war ein deutscher Maler, Grafiker und Zeichner.

## Leben und Werk
Kurt Schmidt war Sohn eines Lehrers. Er absolvierte bis 1918 das Herzogliche Christians-Gymnasium in Eisenberg. Von 1914 bis 1918 nahm er Unterricht beim Kunstmaler Paul Neidhardt. 1918/1919 besuchte er die Kunstgewerbeschule in Hamburg. Durch den Dichter und Philosophen Paul Bommersheim und den Einfluss Herwarth Waldens wurde er mit den Arbeiten neuerer Künstler bekannt gemacht, unter anderem denen des „Blauen Reiters“. Er zeigte daraufhin besonderes Interesse an den Werken von Lyonel Feininger.
Auf Anregung von Kommilitonen wechselte er 1920 zu einem fünfjährigen Studium an das Bauhaus in Weimar. Dort wandte er sich der abstrakten Malerei zu und belegte einen Vorkurs bei Johannes Itten. Anschließend wurde Schmidt 1921 Lehrling in den Werkstätten von Wassily Kandinsky und Oskar Schlemmer. Dort beschäftigte er sich mit Bühnen- und Wandmalerei sowie mit Entwürfen und Choreographien zum Thema „Mechanische Bühne“. Zur Bauhaus-Ausstellung 1923 gestaltete er eine Fensterwand und entwickelte zusammen mit Georg Teltscher und F. W. Bogler das Mechanische Ballett. Dieses hatte im Rahmen der Ausstellung am 17. August 1923 in Jena seine Uraufführung. (Siehe unten) Anschließend fertigte er Entwürfe und Marionetten zu dem Märchenspiel Die Abenteuer des kleinen Buckligen, welche sich heute in der Puppentheatersammlung in Dresden befinden. Ebenfalls 1924 entwarf und choreographierte er das Tanzspiel Der Mann am Schaltbrett, welches zum 5-jährigen Bestehen des Bauhauses Weimar aufgeführt wurde. Nach dem Ausscheiden seines Lehrers Itten und dem Umzug des Bauhauses nach Dessau verließ auch Schmidt Weimar. Er ging zuerst nach Stuttgart, wo er 1927 (andere Quellen erwähnen 1928) bei Adolf Hölzel studierte. 1929 ging er nach Gera zurück. Im Rahmen der nationalsozialistischen Aktion „Entartete Kunst“ wurde auch Schmidt durch Beschlagnahmung von zwei von ihm gestalteten Figurinen diffamiert. Sie waren in der Leipziger Ausstellung 1938 zu sehen.
Während des Zweiten Weltkrieges kämpfte er zwischen 1941 und 1945 zuerst an der Ostfront und später in der Normandie. Dort geriet er in englische Kriegsgefangenschaft; bis zu seiner Entlassung war er im Kriegsgefangenenlager Cultybraggan in der Nähe des schottischen Dorfes Comrie. In den Wirren des Krieges ging auch ein großer Teil seines künstlerischen Frühwerks verloren.
Zurück aus der Kriegsgefangenschaft begann Schmidt allmählich, sich wieder künstlerisch zu betätigen. Er beschäftigte sich bis 1966 nur sporadisch und nebenberuflich mit Aquarellen und Farbkreidezeichnungen. Hauptberuflich war er von 1951 bis 1960 Möbelmaler in der Holzindustrie Geras. Theoretisch setzte er sich mit Kandinsky auseinander und untersuchte psychologische und symbolische Fragen der Form und Farbe. Auf Anregung der Staatlichen Kunstsammlungen Dresden fertigte er von 1970 bis 1972 Repliken der verloren gegangenen Bauhaus-Arbeiten an, eine geschlossene Folge bilden die seit 1976 in mehreren Arbeitsphasen entstandenen Glasbilder. Ab 1973 beschäftigte er sich, angeregt durch musikalische Kompositionen, mit einem Grafikzyklus. 1976 wurde ihm die Medaille zum 50-jährigen Jubiläum der Gründung des Bauhauses Dessau verliehen. Ab 1985 war er Mitglied des Verband Bildender Künstler der DDR.

### „Das mechanische Ballett“

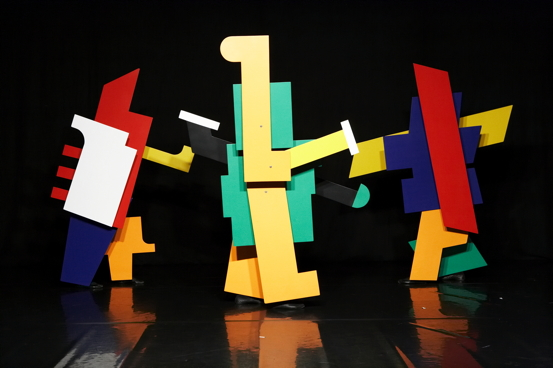
Drei der fünf Figurinen in der Rekonstruktion des Theater der Klänge von 1987 (aufgenommen 2009). Das Bild zeigt v. l. n. r. die Figurinen „Maschinenwesen“, „Lokomotive“ und „Windmühle“. Jeweils eine der Figurinen wird von einem Tänzer getanzt. Hier v. l. n. r. Laura Wissing, Kai Bettermann, Jacqueline Fischer

Kurt Schmidt erarbeitete mit seinem Kommilitonen Georg Teltscher und F.W. Bogler (Figurinenbau) zur Bauhaus-Ausstellung (damals „Bauhauswoche“ genannt) 1923 an einem Bühnenstück, welches am 17. August 1923 im Stadttheater Jena am Abend „Das mechanische Kabarett“ uraufgeführt werden sollte. Am Vorabend wurde im deutschen Nationaltheater Weimar das Triadische Ballett von Oskar Schlemmer gezeigt, an den folgenden Tagen folgten Konzertabende und -Matineen mit Stücken von Paul Hindemith, Ferruccio Busoni, Ernst Krenek und Igor Strawinsky.
Hans Heinz Stuckenschmidt, der die originale Musik zu diesem Bühnenstück schrieb, berichtet von „mannshohen Konstruktionen aus Pappe, Draht, Leinwand und Holz, alle in geometrischen Grundformen: Kreise, Dreiecke, Quadrate, Rechtecke, Trapeze und natürlich in den Grundfarben Gelb, Rot und Blau.“ (Hans Heinz Stuckenschmidt: Musik am Bauhaus) Schmidt und seine beiden Kommilitonen befestigten die Figurinenteile mit Lederriemen an sich selbst, sodass sie dahinter nicht mehr zu sehen waren. Sie trugen darunter schwarze Trikots. Es folgte ein zweidimensionaler Tanz, bei dem nur die aufgesetzten Figurinen zu sehen waren, die „Tänzer“ dahinter jedoch unsichtbar blieben. Die Tänzer durften sich nur seitlich bewegen und sich nicht drehen, damit nur die bemalte Seite der Figurinen dem Zuschauer zugewandt blieb.
Insgesamt gab es fünf Figurinen:
- Das Maschinenwesen war geprägt durch das technische Zeitalter. Geprägt durch Bewegungsarbeit und Widerstandsarbeit bewegte es sich monoton zu einem gleichmäßigen Rhythmus ohne Veränderung der Geschwindigkeit. Dabei waren die Bewegungen präzise, ruckartig und motorisch geprägt. Die Figurine selbst bestand aus zwei unterschiedlich großen Quadraten in unterschiedlicher Größe. Die Farbgestaltung war dabei auf weiße und rote Formen ausgelegt. Dabei hatte sie einen roten Körper mit weißem Arm, einen gelben linken Arm und blaue und orange Beine.
- Die Tanzfigur war hingegen ganz auf das Tänzerische eingestellt. Sie wurde mit Jazzmusik begleitet und bildete einen Kontrast zu den anderen Figurinen.
- Eine Figurine war mit langen flügelartigen Armen ausgestattet, welche ihr den Charakter einer Windmühle verliehen. Sie hatte einen blauen Körper mit je einem roten und gelben rechteckigen Arm. Die Beine waren orange und grün gestaltet.
- Ihr gegenüber stand die Figurine, die wie eine Lokomotive aussah und auch so genannt wurde. Sie wirkte als harmonischer Mittelpunkt zum Maschinenwesen und zur Windmühle. Sie besaß einen grünen Körper mit einer vom Boden bis über den Kopf hinausgehenden orangen Form. Dazu gab es eine blaue „Querform“ in Dunkelblau mit weißen und grünen Enden.
- Eine Miniaturfigurine wurde zum Kontrast und zur Belebung eingesetzt. Sie bestand aus einer Kopf- und Beinform an einer rechteckigen Fläche. Das Rechteck war weiß, der Kopf und der Fuß war rosa. Dazu kam ein schwarzer Arm.[3]

Stuckenschmidt berichtet, dass dieser Tanz geometrisch sehr streng war und von ihm improvisierend auf einem Klavier begleitet wurde. Er versuchte, die geometrischen Bewegungen mit einer „primitiven Begleitmusik“, welche aus verketteten Dreiklängen, sowie Elementen aus Volksliedern, Tanz- und Marschmusik zu begleiten. Er orientierte sich dabei an der Musik George Antheils.
Nach zwei bis drei Wochen täglicher Probe war das Stück fertig einstudiert. Zur Aufführung wurde auch die Bühne komplett schwarz ausgekleidet, damit die Tänzer vollends hinter den Figurinen verschwinden konnten. Getanzt wurde das Stück von Schmidt, Teltscher und Bogler, sowie von fünf weiteren Studierenden. Nach der Aufführung in Jena vor Meistern, Gesellen und einigen auswärtigen Gästen, zeigten sich Paul Klee und seine Frau sowie Oskar Schlemmer begeistert. Stuckenschmidt selbst war einigermaßen enttäuscht; er empfand seine Musik als „primitive Gebrauchsmusik“ und sah deutliche künstlerische Abstände zu Schlemmers Ideen von Tanz und Szene.
Nach der Aufführung in Jena wurde das Stück noch im August 1923 dem Deutschen Werkbund in Weimar vorgeführt. 1924 folgte eine Vorstellung in der Berliner Philharmonie. Resultat der Uraufführung war unter anderem die Gründung der Bühnenklasse am Bauhaus durch Oskar Schlemmer.
1987 erarbeitete das Düsseldorfer Theater der Klänge als erstes Theater nach 64 Jahren eine Neuinszenierung. Seitdem folgten über 200 Aufführungen mit rekonstruierten Figurinen (aus Holz) in einer Neuchoreografie von Jörg Udo Lensing zu einer neu komponierten Musik von Hanno Spelsberg. Schon im Jahr 1988 wurde das mechanische Ballett in dieser Neufassung in der Bühne am Bauhaus Dessau gezeigt. Kurt Schmidt erlebte selbst noch eine Aufführung am 3. Juni 1990 im Stadttheater Gera.

## Ausstellungen
- 1975: Schlossmuseum Gotha
- 1978: Galerie am Sachsenplatz Leipzig („Collagen, Montagen, Frottagen von Künstlern der DDR“)
- 1978: Staatliche Kunstsammlungen Dresden, Kupferstichkabinett
- 1978: Galerie am Sachsenplatz Leipzig
- 1981: Staatliche Kunstsammlungen Gera
- 1986: Galerie am Markt Gera
- 1987: Betriebsgalerie „VEB Wema UNION“ Gera
- 1991: Kunstgalerie Gera und „Galerie am Markt“ Gera
- 2009: Kunstsammlung Gera („Begegnung Bauhaus. Kurt Schmidt und Künstler der Avantgarde von Kandinsky bis Vasarely“)
- 2019: Kunstsammlung Gera („Intermediale Experimente am Bauhaus. Kurt Schmidt und die Synthese der Künste“)